# Joachim Menant
Joachim Menant (spr. -ang), (* 16. April 1820 in Cherbourg; † 30. August 1899 in Paris) war französischer Orientalist.
Menant lebte als Richter an verschiedenen Orten, bis er zum Appellationsrat in Rouen ernannt wurde, und hat sich besonders als Assyriologe durch seine Arbeiten über die Keilschriften einen Namen gemacht. Von seinen Schriften sind zu erwähnen:

## Schriften (Auswahl)
- Zoroastre. Essai sur la philosophie réligieuse de la Perse. Dérache, Paris 1844, (Digitalisat; 2. Auflage. 1857).
- Inscriptions assyriennes des briques de Babylone. Essai de lecture et d’interprétation. Duprat, Paris 1859, (Digitalisat).
- Recueil d’alphabets pour servir a la lecture et a l’interprétation des écritures cunéiformes. Duprat, Paris 1860, (Digitalisat).
- Inscriptions de Hammourabi roi de Babylone. (XVIe siècle avant J.-C.). Duprat, Paris 1863, (Digitalisat).
- Expose des éléments de la grammaire assyrienne Imprimerie Impériale, Paris 1868, (Digitalisat).
- Le Syllabaire assyrien. Exposé des éléments du Système phonétique de l’écriture anarienne. 2 Bände. Imprimerie Nationale, Paris 1869–1872, (Digitalisate: Band 1. Band 2.).
- Les Achéménides et les inscriptions de la Perse. Lévy, Paris 1872, (Digitalisat).
- Leçons d’épigraphie assyrienne. Maisonneuve, Paris 1873, (Digitalisat).
- Annales des rois d’Assyrie. Maisonneuve, Paris 1874, (Digitalisat)
- Babylone et la Chaldée. Maisonneuve, Paris 1875, (Digitalisat).
- La bibliothèque du palais de Ninive (= Bibliothèque orientale elzévirienne. 28). Leroux, Paris 1880, (Digitalisat).
- Manuel de la langue assyrienne. I. Le syllabaire. – II. La grammaire. – III. Choix de lectures. Imprimerie Nationale, Paris 1880, (Digitalisat).
- Recherches sur la Glyptique Orientale. 2 Bände (Band 1: Cylindres de la Chaldée. Band 2: Cylindres de l’Assyrie, Médie, Asie-Mineure, Perse, Égypte et Phénicie.). Maisonneuve, Paris 1883–1886, (Digitalisat: Band 1. Band 2.).
- Les langues perdues de la Perse & de l’Assyrie. 2 Bände (Band 1: Perse. Band 2: Assyrie.). Leroux, Paris 1885–1886, (Digitalisat: Band 1. Band 2.).
- Ninive et Babylone. Hachette, Paris 1888, (Digitalisat).

Dieser Artikel basiert auf einem gemeinfreien Text aus Meyers Konversations-Lexikon, 4. Auflage von 1888 bis 1890.
| Personendaten    | Personendaten             |
| ---------------- | ------------------------- |
| NAME             | Menant, Joachim           |
| KURZBESCHREIBUNG | französischer Orientalist |
| GEBURTSDATUM     | 16. April 1820            |
| GEBURTSORT       | Cherbourg                 |
| STERBEDATUM      | 30. August 1899           |
| STERBEORT        | Paris                     |